# La Martinière Groupe
Pour les articles homonymes, voir La Martinière.
La Martinière est un groupe d'édition français créé en 1992 sous le nom de Groupe Latingy par Hervé de La Martinière. Avec 260 millions d'euros de chiffre d'affaires annuel[Quand ?], il compte parmi les vingt plus importants groupes d'édition français. Présent en France, en Allemagne et aux États-Unis, il s'est développé par acquisitions successives. Le groupe fait notamment l'acquisition des éditions du Seuil en 2004.
Le groupe a été racheté en 2017 par Média participations, et Vincent Montagne en devient le président-directeur général.

## Création
Après vingt ans passés dans l'édition, dont quinze chez Hachette, Hervé Machet de La Martinière crée en 1992 les éditions qui portent son nom.
Dès 1993, il rachète la maison d'édition suisse Minerva. En 1995, les éditions de La Martinière se dotent de leur propre outil de diffusion, Diff Edit. Viennent ensuite la création de deux filiales, les éditions Manise et  La Martinière Jeunesse.

## Expansion
L'année 1997 voit le rachat de la maison new-yorkaise de livres d'art Abrams Books qui, avec 350 millions de francs, pèse le double des Éditions de La Martinière. Cette acquisition est permise grâce à l'entrée au capital des frères Wertheimer, propriétaires de Chanel et des cosmétiques Bourjois.
Les acquisitions et les créations se poursuivent : Sorbier, Aubanel (vénérable maison provençale), Knesebeck Verlag (de)(Allemagne), Stewart Tabori & Chang (en) (États-Unis), Hermé (éditeur de livres de voyages), EdLM Textes, Emmanuel Proust (bande dessinée), Delachaux & Niestlé (spécialiste des guides nature).
En 1999, les Éditions de La Martinière sortent leur plus grand best-seller : La Terre vue du ciel de Yann Arthus-Bertrand qui va être diffusé à plus de 3 millions d'exemplaires dans 21 pays. En 2001, ce sont les Cakes de Sophie, de Sophie Dudemaine, vendu à un million d'exemplaires, chiffre exceptionnel pour un livre de cuisine.
L'année 2004 est décisive : en janvier La Martinière annonce le rachat du Seuil, une maison d'édition dont le chiffre d'affaires est encore une fois plus important que le sien. Le nouveau groupe, nommé Groupe La Martinière, a pour président Hervé de La Martinière et pour vice-président Claude Cherki. À la suite de la démission de ce dernier en juin 2004, le groupe fait appel à Olivier Cohen en tant que directeur littéraire du Seuil. En juin 2005, Hervé de La Martinière prend définitivement les commandes de la maison rachetée un an auparavant en devenant président du Seuil.
En novembre 2005, le groupe annonce l'arrivée de Laure Adler en qualité de responsable du secteur littéraire du Seuil. Olivier Cohen reprend les rênes de sa maison Éditions de l'Olivier. Points, filiale poche du Seuil devient un éditeur à part entière. Le groupe continue sa politique de croissance : l'éditeur Danger Public vient de le rejoindre, ainsi que les éditions Petit à petit. À la suite de l'arrivée de Denis Jeambar, ancien directeur de la rédaction de L'Express, en qualité de directeur général du Seuil.
En 2008, les éditions Emmanuel Proust sont revendues à Heupé SARL qui regroupe Emmanuel Proust et MK2.
En 2010, La Martinière s'associe à Gallimard et Flammarion pour lancer Eden Livres.
En septembre 2017, le groupe entre en négociations exclusives en vue d'un rapprochement par échange d'actions avec Média participations.
En 2018, Vincent Montagne est nommé président du groupe et Hervé de La Martinière, vice-président.

## Éditeurs du groupe
À ce jour[Quand ?], les maisons d'édition du groupe sont :
En France :
- Éditions de La Martinière (beaux livres)
  - EdLM textes
  - La Martinière jeunesse
- Éditions du Seuil :
  - Éditions de l'Olivier
  - Éditions du Sous-sol
- Éditions Points
- Delachaux et Niestlé (nature)
- éditions Don Quichotte

Aux États-Unis :
- Abrams Books (beaux livres)
- Stewart Tabori & Chang (en) (pratique)

En Allemagne
- Knesebeck Verlag (de) (beaux livres, jeunesse)

En Suisse
- Minerva

## Volumen, le service de distribution
Né en 2004 du rapprochement de Seuil Distribution et de Diff’Edit, Volumen est l’un des acteurs de référence dans le secteur de la diffusion/distribution de livres physiques & numériques.
À la fois diffuseur et distributeur, Volumen gère l’ensemble des étapes de la chaine d’approvisionnement du livre : depuis la visite du représentant et la prise de commande, à la préparation et la livraison des ouvrages chez les libraires.
Son site de distribution est situé à Ballainvilliers dans l'Essonne.
Volumen distribue plus de deux cents éditeurs, dont plus de 150 dans les domaines de la littérature générale, du livre illustré et d'art, du format de poce poche, du livre pratique, de jeunesse, et de la bande dessinée.
Les principaux catalogues sont les suivants :
- Christrian Bourgois
- Delachaux & Nestlé
- Éditions de la Martinière
- LGDJ
- Anne-Marie Métailié
- Minuit
- L'Olivier
- Points
- Le Seuil
- Tallandier
- Tourbillon
- Zulma

En mars 2015, Editis annonce son souhait de racheter au groupe La Martinière son pôle de distribution composé de Volumen et Loglibris. Cette acquisition est validée par les autorités françaises de la concurrence.

## Numérisation: accord avec Google
En 2011, le groupe signe un accord avec Google pour numériser son catalogue d'œuvres épuisées.